# Fischbach (Kaiserslautern)
Pour les articles homonymes, voir Fischbach.
Fischbach est une municipalité de la Verbandsgemeinde Hochspeyer, dans l'arrondissement de Kaiserslautern, en Rhénanie-Palatinat, dans l'ouest de l'Allemagne.

## Notes et références

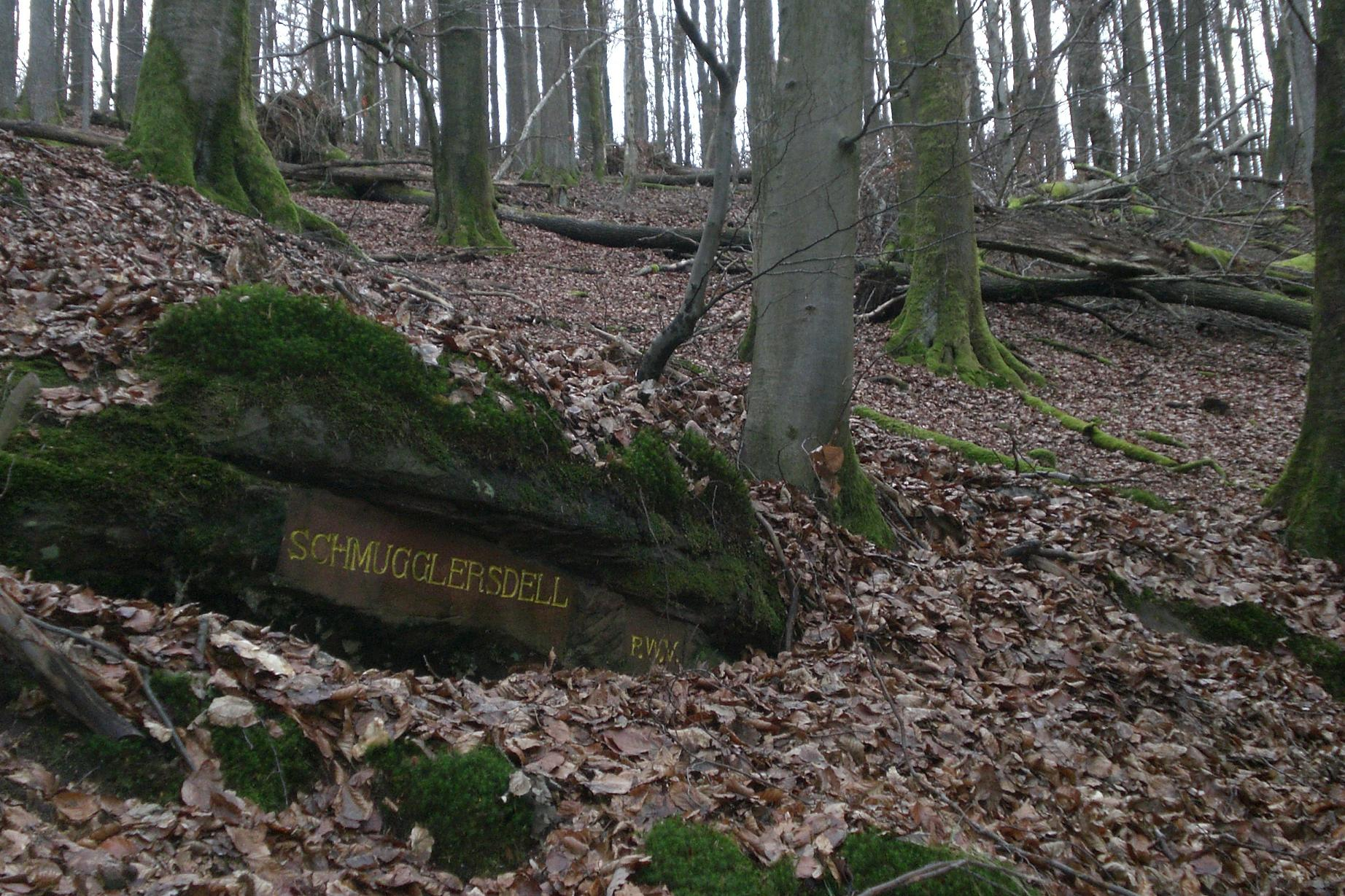
Pierre gravée près de Fischbach.
Localisation de Fischbach dans la Verbandsgemeinde et dans l'arrondissement.